# 에드 가이니
에드 가이니(영어: Ed Guiney, 1966년 2월 18일 ~ )는 아일랜드의 영화 프로듀서이다. 레니 에이브러햄슨 감독의 《프랭크》, 《룸》, 요르고스 란티모스 감독의 《더 랍스터》, 《킬링 디어》, 《더 페이버릿: 여왕의 여자》를 제작하였다. 이 중 《룸》과 《더 페이버릿》은 아카데미 작품상 후보에도 올랐다.

## 연출 작품 목록

### 영화
| 연도 | 제목                     | 원제                         | 감독              | 비고 |
| ---- | ------------------------ | ---------------------------- | ----------------- | ---- |
| 2012 | 섀도우 댄서              | Frank                        | 제임스 마시       |      |
| 2014 | 프랭크                   | Frank                        | 레니 에이브러햄슨 |      |
| 2015 | 더 랍스터                | The Lobster                  | 요르고스 란티모스 |      |
| 2015 | 룸                       | Room                         | 레니 에이브러햄슨 |      |
| 2016 |                          | A Date for Mad Mary          | 대런 손턴         |      |
| 2017 | 킬링 디어                | The Killing of a Sacred Deer | 요르고스 란티모스 |      |
| 2017 | 디서비디언스             | Disobedience                 | 세바스티안 렐리오 |      |
| 2018 | 더 페이버릿: 여왕의 여자 | The Favourite                | 요르고스 란티모스 |      |